# Adnan Hamad
Adnan Hamad Majid Al-Abbassi (Samarra, Irak, 1 de febrero de 1961) es un exjugador y entrenador de fútbol iraquí. Actualmente está sin club.

## Trayectoria

### Como jugador
Adnan nació en Samarra, Irak, hijo de una rica familia terrateniente. Había comenzado su carrera con el Samarra en 1975 juniors a la edad de 14 años. En 1982, fue convocado por el famoso entrenador nacional de Irak Wathiq Naji para unirse al club Salah-Al-Deen, donde pasó solo una temporada en el equipo que ganó la Iraq Super League de la temporada 1982-83.
El entrenador yugoslavo Miodgard Stankovic, conocido como Aba, luego llamó al joven Adnan a la sub-19 de Irak. más tarde se mudó a Bagdad y fichó por Al-Zawraa. En 1984, fue llamado por Ammo Baba al equipo nacional de fútbol de Irak para la Copa de Naciones del Golfo en 1984. Más tarde pasó a hacer más de 20 apariciones para el equipo nacional ganando los Juegos Panarábicos de 1985 y la Copa Árabe de 1985. También jugó para los clubes Al-Talaba y Al-Tayaran en Irak.

### Como entrenador
Después de estar plagado de lesiones durante la última parte de su carrera, se convirtió en entrenador y dirigió a su club local, Samarra, en un papel de jugador-entrenador en la temporada 1992-93. Durante este tiempo también logró marcar 33 goles para el club. Más tarde se convirtió en el entrenador de Al-Zawraa y fue entrenador asistente del equipo nacional de fútbol de Irak de Yahya Alwan durante la Copa Asiática 1996 en los Emiratos Árabes Unidos.
Hamad pasó un tiempo en Europa estudiando técnicas de entrenamiento antes de entrenar en el extranjero en los Emiratos Árabes Unidos con el Dubai CSC. Primero entrenó a la selección nacional de Irak en febrero de 2000 y llevó al equipo al tercer lugar en el Campeonato de la WAFF de 2000 en Amán. Luego fue reemplazado por Milan Živadinović solo dos meses antes de la Copa Asiática 2000 en el Líbano.
Adnan volvió como seleccionador nacional de Irak por segunda vez un año después de que Živadinović fuera despedido. Hamad llevó al país a la segunda ronda de las eliminatorias para la Copa Mundial de la FIFA 2002 antes de ser reemplazado por el croata Rudolf Belin después de dos derrotas consecutivas ante Baréin y Arabia Saudita en los primeros tres partidos del torneo.
Su tercer período como entrenador de Irak llegó en 2002 cuando ayudó a Irak a ganar el Campeonato WAFF en Damasco con una dramática victoria por 3-2 sobre Jordania en la prórroga antes de ser reemplazado por el alemán Bernd Stange. Hamad tuvo un breve período como entrenador de la selección nacional de Líbano entre el 22 de enero de 2004 y el 8 de febrero de 2004. Recuperó su puesto como entrenador de Irak cuando Stange se fue en 2004, un año después de la invasión de Irak por parte de Estados Unidos en 2003.
Fue seleccionador nacional de Jordania entre 2009 y 2013. Los llevó a los cuartos de final de la Copa Asiática 2011 y a la ronda de play-off de la clasificación para la Copa Mundial de la FIFA 2014. El 7 de febrero de 2014, Hamad fue designado para entrenar al Baniyas de la UAE Pro League.
El 6 de agosto de 2014, Hamad fue designado para entrenar a Baréin con un contrato de dos años. Más tarde entrenó a Al-Wehdat en la temporada 2016-17. El 16 de junio de 2021, fue reelegido como entrenador de Jordania.En junio de 2023, fue reemplazado en su cargo por Hussein Ammouta.
En enero de 2025, asumió al frente del Al-Orobah. Sin embargo, el 28 de abril, fue relevado de sus funciones después de una serie de malos resultados en la Liga Profesional Saudí.

## Clubes

### Como jugador
| Club              | País | Año       |
| ----------------- | ---- | --------- |
| Samarra FC        | Irak | 1978-1982 |
| Salahaddin FC     | Irak | 1982-1983 |
| Al-Zawraa         | Irak | 1983-1988 |
| Al-Talaba         | Irak | 1988-1989 |
| Al Quwa Al Jawiya | Irak | 1989-1990 |
| Al-Zawraa         | Irak | 1990-1992 |
| Samarra FC        | Irak | 1992-1994 |

### Como entrenador
| Club                     | País                   | Año       |
| ------------------------ | ---------------------- | --------- |
| Al-Zawraa                | Irak                   | 1996-1998 |
| Selección sub-20 de Irak | Irak                   | 1997-1998 |
| Dubai CSC                | Emiratos Árabes Unidos | 1998-1999 |
| Al-Zawraa                | Irak                   | 1999-2001 |
| Selección de Irak        | Irak                   | 2000-2001 |
| Selección sub-20 de Irak | Irak                   | 2000-2001 |
| Al-Zawraa                | Irak                   | 2001-2002 |
| Selección de Irak        | Irak                   | 2002      |
| Selección sub-23 de Irak | Irak                   | 2003-2004 |
| Al-Zawraa                | Irak                   | 2003-2004 |
| Selección del Líbano     | Líbano                 | 2004      |
| Selección de Irak        | Irak                   | 2004      |
| Al-Ansar                 | Arabia Saudita         | 2005-2006 |
| Al-Faisaly               | Jordania               | 2006-2008 |
| Selección de Irak        | Irak                   | 2008      |
| Selección de Jordania    | Jordania               | 2009-2013 |
| Baniyas                  | Emiratos Árabes Unidos | 2014      |
| Selección de Baréin      | Baréin                 | 2014      |
| Al-Wehdat                | Jordania               | 2016-2017 |
| Selección de Jordania    | Jordania               | 2021-2023 |
| Al-Orobah                | Arabia Saudita         | 2025      |

## Palmarés

### Como entrenador

#### Campeonatos nacionales
| Título                     | Club       | País     | Año       |
| -------------------------- | ---------- | -------- | --------- |
| Liga Premier de Irak       | Al-Zawraa  | Irak     | 1995-96   |
| Copa de Irak               | Al-Zawraa  | Irak     | 1995-96   |
| Copa Elite de Irak         | Al-Zawraa  | Irak     | 1998-99   |
| Supercopa de Irak          | Al-Zawraa  | Irak     | 1999      |
| Liga Premier de Irak       | Al-Zawraa  | Irak     | 1999-2000 |
| Supercopa de Irak          | Al-Zawraa  | Irak     | 2000      |
| Copa de Irak               | Al-Zawraa  | Irak     | 1999-2000 |
| Copa Elite de Irak         | Al-Zawraa  | Irak     | 2002-03   |
| Supercopa de Jordania      | Al-Faisaly | Jordania | 2006      |
| Copa FA Shield de Jordania | Al-Faisaly | Jordania | 2008      |

#### Campeonatos internacionales
| Título                | Club                     | País     | Año  |
| --------------------- | ------------------------ | -------- | ---- |
| Copa Asiática sub-20  | Selección sub-20 de Irak | Irak     | 2000 |
| Campeonato de la WAFF | Selección de Irak        | Irak     | 2002 |
| Copa AFC              | Al-Faisaly               | Jordania | 2006 |